# Букер (Тексас)
Букер (енгл. Booker) град је у америчкој савезној држави Тексас. По попису становништва из 2010. у њему је живело 1.516 становника.

## Демографија
Према попису становништва из 2010. у граду је живело 1.516 становника, што је 201 (15,3%) становника више него 2000. године.
| Група             | 2000.       | 2010.       |
| Белци             | 779 (59,2%) | 675 (44,5%) |
| Афроамериканци    | 6 (0,5%)    | 17 (1,1%)   |
| Азијати           | 2 (0,2%)    | 3 (0,2%)    |
| Хиспаноамериканци | 509 (38,7%) | 798 (52,6%) |
| Укупно            | 1.315       | 1.516       |